# Joëlle Serve
 (novembre 2021).
Joëlle Marthe Julie Serve, née le 3 avril 1937 à Boulogne-Billancourt et morte le 20 décembre 2020 à Paris, est une graveuse et peintre française.

## Biographie
Joëlle Serve est née le 3 avril 1937 à Boulogne-Billancourt. Premier prix de peinture à l’Académie Julian en 1956, elle intègre l’année suivante les Beaux-Arts de Paris. Elle y suit l’enseignement de Jean Souverbie et de Jean-Eugène Bersier. Lauréate de l'Institut, elle est pensionnaire de la Casa Velasquez (Séville) de 1965 à 1967. À son retour en France elle perfectionne sa gravure auprès de Stanley William Hayter à l’Atelier 17. C’est sous l’impulsion de ce dernier qu’elle crée son propre atelier rue Daguerre à Paris, l’Atelier 63.
En 1983, elle édite le livre La Mer sur un texte de Jules Michelet. La même année elle crée l’association de gravure Trace (l’association expose en Corée, en Chine, aux États-Unis, au Canada, en Belgique, en Grande-Bretagne et en France). En 1986 elle illustre le texte de Guy de Pourtalès (1881-1941) Marins d'eau douce. En 1987, elle crée le prix international de gravure Trace-Idemedia. Membre de la Fondation Taylor, elle est lauréate du prix Maryse Anderbourhr en 2013. 
Elle meurt le 20 décembre 2020 dans le 13e arrondissement de Paris.